# Nupserha acuta
Nupserha acuta là một loài bọ cánh cứng trong họ Cerambycidae.